# Incidente de Parral (1916)
El incidente de Parral de 1916 fue una acción militar sucedida entre ciudadanos mexicanos, las tropas del Ejército Mexicano comandadas por el coronel Manuel Orozco y tropas del Ejército Estadounidense bajo el mando del Mayor Frank Tempkins que tuvo lugar en el poblado de Hidalgo del Parral, Chihuahua, el 12 de abril de 1916 durante la expedición punitiva contra Francisco Villa.

## Incidente
Al llegar una partida de 150 soldados estadounidenses pertenecientes a la Expedición Punitiva a la ciudad de Hidalgo del Parral el 12 de abril de 1916 comandada por el Mayor Frank Tompkins para proveerse de provisiones sin permiso de las autoridades militares; el general Ismael Lozano demandó que evacuaran la plaza, pero mientras esto sucedía el pueblo comenzaba a aglomerarse y a dar muestras de descontento. 
Cuando Tompkins dio la orden de montar sus caballos, comenzaron a verse diversas actitudes de agresión por parte de la multitud, armada de diferentes formas y  algunos con fusiles de la guardia civil que habían tomado del armero. La población civil al mando de Elisa Griensen y los niños recorrieron las calles en demanda de armas y municiones para arrojar de allí a los invasores. Tras esto, se abalanzó sobre la columna de soldados estadounidenses, al grito de ¡Viva Villa! y ¡Viva México!. El pueblo persiguió a la columna invasora hasta Santa Cruz de Villegas, hiriendo y matando a algunos soldados de Estados Unidos. 
Los estadounidenses se retiraron en actitud defensiva, y se detuvieron en las afueras de la Ciudad, de donde prosiguieron hasta Santa Cruz de Villegas. El general Ernesto García y el coronel Manuel Orozco con algunos soldados prosiguieron la persecución hasta este punto. Las fuerzas estadounidenses sufrieron 3 muertos y 7 heridos.